# Игнатовская (Вожегодский район)
Игнатовская — деревня в Вожегодском районе Вологодской области.
Входит в состав Нижнеслободского сельского поселения, с точки зрения административно-территориального деления — в Нижнеслободский сельсовет.
Расстояние по автодороге до районного центра Вожеги — 53 км, до центра муниципального образования Деревеньки — 4 км. Ближайшие населённые пункты — Окуловская, Засухонская, Даниловская.
По переписи 2002 года население — 24 человека (10 мужчин, 14 женщин). Всё население — русские.